# Tour de France 1997
Il Tour de France 1997, ottantaquattresima edizione della corsa, si svolse dal 5 al 27 luglio 1997 su un percorso di complessivi 3 944 km ripartiti in ventuno tappe precedute da un prologo. 
Fu vinto per la prima e unica volta dal passista-cronoman tedesco Jan Ullrich,  al secondo podio in carriera alla Grande Boucle dopo il secondo posto dell'anno precedente, che concluse la corsa a tappe transalpina in 100h30'35". In classifica generale al secondo posto, con un ritardo dal vincitore di 9'09", si piazzò lo scalatore francese Richard Virenque (al secondo e ultimo podio della propria carriera ai Campi Elisi, dopo la terza posizione conseguita l'anno precedente). Un altro scalatore, l'italiano Marco Pantani (al suo secondo podio al Tour dopo un altro terzo posto conseguito nell'edizione del 1994), giunse terzo in classifica generale con un ritardo di 14'03" dal vincitore. Ullrich si aggiudicò peraltro anche la maglia bianca di miglior giovane.

## Percorso
L'ottantaquattresimo Tour de France iniziò a Rouen, in Alta Normandia, con un cronoprologo di 7,3 chilometri. La carovana percorse quindi la Francia in senso antiorario. Nei primi giorni, transitando nella zona atlantica, il gruppo affrontò solo tappe di pianura, ben otto consecutive e tutte riservate ai velocisti. Le principali montagne, prima i Pirenei e poi le Alpi, erano invece concentrate dalla nona alla quindicesima frazione. In mezzo, l'unico giorno di riposo, con trasferimento da Perpignano a Saint-Étienne, e una cronometro di 55 chilometri proprio a Saint-Étienne. Chiudevano la corsa due tappe sui Vosgi e una cronometro a Disneyland, prima della consueta passerella finale sugli Champs-Élysées a Parigi. Due furono gli sconfinamenti, uno ad Andorra e uno in Svizzera.

## Tappe
| Tappa  | Data      | Percorso                                          | km    | Vincitore di tappa | Leader cl. generale |
| ------ | --------- | ------------------------------------------------- | ----- | ------------------ | ------------------- |
| prol.  | 5 luglio  | Rouen > Rouen (cron. individuale)                 | 7,3   | Chris Boardman     | Chris Boardman      |
| 1ª     | 6 luglio  | Rouen > Forges-les-Eaux                           | 192   | Mario Cipollini    | Mario Cipollini     |
| 2ª     | 7 luglio  | Saint-Valery-en-Caux > Vire                       | 262   | Mario Cipollini    | Mario Cipollini     |
| 3ª     | 8 luglio  | Vire > Plumelec                                   | 224   | Erik Zabel         | Mario Cipollini     |
| 4ª     | 9 luglio  | Plumelec > Puy du Fou                             | 223   | Nicola Minali      | Mario Cipollini     |
| 5ª     | 10 luglio | Chantonnay > La Châtre                            | 261,5 | Cédric Vasseur     | Cédric Vasseur      |
| 6ª     | 11 luglio | Le Blanc > Marennes                               | 215,5 | Jeroen Blijlevens  | Cédric Vasseur      |
| 7ª     | 12 luglio | Marennes > Bordeaux                               | 194   | Erik Zabel         | Cédric Vasseur      |
| 8ª     | 13 luglio | Sauternes > Pau                                   | 161,5 | Erik Zabel         | Cédric Vasseur      |
| 9ª     | 14 luglio | Pau > Loudenvielle                                | 182   | Laurent Brochard   | Cédric Vasseur      |
| 10ª    | 15 luglio | Luchon > Arcalís (AND)                            | 252,5 | Jan Ullrich        | Jan Ullrich         |
| 11ª    | 16 luglio | Andorra (AND) > Perpignano                        | 192   | Laurent Desbiens   | Jan Ullrich         |
|        | 17 luglio | giorno di riposo                                  |       |                    |                     |
| 12ª    | 18 luglio | Saint-Étienne > Saint-Étienne (cron. individuale) | 55,5  | Jan Ullrich        | Jan Ullrich         |
| 13ª    | 19 luglio | Saint-Étienne > Alpe d'Huez                       | 203,5 | Marco Pantani      | Jan Ullrich         |
| 14ª    | 20 luglio | Le Bourg-d'Oisans > Courchevel                    | 148   | Richard Virenque   | Jan Ullrich         |
| 15ª    | 21 luglio | Courchevel > Morzine                              | 208,5 | Marco Pantani      | Jan Ullrich         |
| 16ª    | 22 luglio | Morzine > Friburgo (CHE)                          | 181   | Christophe Mengin  | Jan Ullrich         |
| 17ª    | 23 luglio | Friburgo (CHE) > Colmar                           | 218,5 | Neil Stephens      | Jan Ullrich         |
| 18ª    | 24 luglio | Colmar > Montbéliard                              | 175,5 | Didier Rous        | Jan Ullrich         |
| 19ª    | 25 luglio | Montbéliard > Digione                             | 172   | Mario Traversoni   | Jan Ullrich         |
| 20ª    | 26 luglio | Disneyland > Disneyland (cron. individuale)       | 63    | Abraham Olano      | Jan Ullrich         |
| 21ª    | 27 luglio | Disneyland > Parigi                               | 149,5 | Nicola Minali      | Jan Ullrich         |
| Totale | Totale    | Totale                                            | 3 944 |                    |                     |

## Squadre e corridori partecipanti
| N.      | Cod. | Squadra                 |
| ------- | ---- | ----------------------- |
| 1-9     | TEL  | Team Deutsche Telekom   |
| 11-19   | FES  | Festina-Lotus           |
| 21-29   | MAP  | Mapei-GB                |
| 31-39   | ONC  | ONCE                    |
| 41-49   | MAG  | MG Maglificio-Technogym |
| 51-59   | PLT  | Team Polti              |
| 61-69   | COF  | Cofidis                 |
| 71-79   | FDJ  | La Française des Jeux   |
| 81-89   | ROS  | Roslotto-ZG Mobili      |
| 91-99   | GAN  | GAN                     |
| 101-109 | TVM  | TVM-Farm Frites         |

| N.      | Cod. | Squadra                     |
| ------- | ---- | --------------------------- |
| 111-119 | SAE  | Saeco-AS Juvenes San Marino |
| 121-129 | RAB  | Rabobank                    |
| 131-139 | CSO  | Casino-C'est votre Equipe   |
| 141-149 | BAT  | Batik-Del Monte             |
| 151-159 | BAN  | Banesto                     |
| 161-169 | LOT  | Lotto-Mobistar-Isoglass     |
| 171-179 | KEL  | Kelme-Costa Blanca          |
| 181-189 | MER  | Mercatone Uno-Scanavino     |
| 191-199 | USP  | US Postal Service           |
| 201-209 | MUT  | Mutuelle de Seine-et-Marne  |
| 211-219 | BIG  | BigMat-Auber 93             |

## Resoconto degli eventi
Al Tour de France 1997 parteciparono 198 corridori, in rappresentanza di ventidue squadre. Di questi 139 arrivarono al traguardo finale di Parigi.  Le squadre partecipanti erano 7 francesi, 7 italiane (compresa la Saeco-As Juvenes San Marino, affiliata a San Marino), 3 spagnole, 2 olandesi, 1 belga, 1 tedesca, 1 statunitense.  I corridori partecipanti erano 53 italiani, 46 francesi, 24 spagnoli, 11 olandesi, 10 belgi, 8 svizzeri, 7 tedeschi, 6 statunitensi, 5 australiani, 5 russi, 5 danesi, 2 britannici, 2 estoni, 2 ucraini, 2 colombiani, 2 austriaci, 2 polacchi, 1 finlandese, 1 lituano, 1 canadese, 1 messicano, 1 ceco, 1 portoghese, 1 uzbeko, 1 kazako. 
La formazione tedesca Deutsche Telekom partiva favorita, avendo in squadra il danese Bjarne Riis e il tedesco Jan Ullrich, piazzatisi, al Tour dell'anno precedente, rispettivamente al primo e al secondo posto. Tra gli altri favoriti alla partenza spiccavano gli svizzeri Alex Zülle e Tony Rominger, il russo Evgenij Berzin, lo spagnolo Abraham Olano, i francesi Richard Virenque e Laurent Jalabert, gli italiani Ivan Gotti (vincitore del Giro d'Italia 1997) e Marco Pantani.
Il britannico Chris Boardman vinse il cronoprologo e vestì la prima maglia gialla. L'italiano Mario Cipollini conquistò in volata le prime due tappe, vestendo di giallo per quattro giorni, poi l'altro velocista Erik Zabel fece sue tre tappe allo sprint. Tra la prima e la seconda settimana di corsa fu quindi il francese Cédric Vasseur, trionfatore nella quinta frazione al termine di una fuga solitaria di 147 km, a indossare (per cinque giorni) il simbolo del primato.
Con l'arrivo dei Pirenei la maglia gialla passò a Jan Ullrich. Il tedesco, diventato capitano della Deutsche Telekom stante la scarsa condizione fisica del campione in carica Bjarne Riis, indossò la casacca di leader al termine della decima tappa, dopo aver vinto ad Arcalís; aumentò poi il distacco sui principali rivali vincendo, due giorni dopo, la cronometro di Saint-Étienne. Sulle Alpi si misero invece in evidenza Marco Pantani e Richard Virenque: l'italiano riuscì ad aggiudicarsi due tappe in salita, all'Alpe d'Huez e a Morzine, e a risalire fino alla terza posizione della graduatoria generale, mentre il francese, secondo in classifica, vinse a Courchevel. Dal canto suo Ullrich, dopo aver corso bene sui Pirenei e dominato la cronometro, si limitò a contenere il proprio distacco dai rivali.
La cronometro del penultimo giorno, a Disneyland, andò allo spagnolo Abraham Olano (a una media record, 49,759 km/h); Ullrich, classificatosi secondo, incrementò ulteriormente il vantaggio nei confronti di Virenque e di Pantani, meno adatti alle prove contro il tempo, suggellando il successo finale. L'ultima tappa, l'ormai classica passerella sugli Champs-Élysées, fu appannaggio di un altro velocista italiano, Nicola Minali (già vincitore della quarta tappa).
Ullrich divenne il primo tedesco a trionfare al Tour de France, vincendo anche la maglia bianca di miglior giovane; la maglia verde della classifica a punti andò a Erik Zabel, quella a pois della classifica scalatori andò a Virenque, così come il premio per la combattività. Furono 129 i ciclisti a completare la corsa; tra i 69 non classificati, anche quattro squalificati: Djamolidine Abdoujaparov per doping, Tom Steels per gesto violento, Oleksandr Hončenkov e Benoît Salmon per traino in salita.

## Dettagli delle tappe

### Prologo
- 5 luglio: Rouen > Rouen – Cronometro individuale – 7,3 km

Risultati
| Pos. | Corridore      | Squadra         | Tempo |
| ---- | -------------- | --------------- | ----- |
| 1    | Chris Boardman | GAN             | 8'20" |
| 2    | Jan Ullrich    | Deutsche Tel.   | a 2"  |
| 3    | Evgenij Berzin | Batik-Del Monte | a 5"  |

| Pos. | Corridore      | Squadra         | Tempo |
| ---- | -------------- | --------------- | ----- |
| 1    | Chris Boardman | GAN             | 8'20" |
| 2    | Jan Ullrich    | Deutsche Tel.   | a 2"  |
| 3    | Evgenij Berzin | Batik-Del Monte | a 5"  |

### 1ª tappa
- 6 luglio: Rouen > Forges-les-Eaux – 192 km

Risultati
| Pos. | Corridore          | Squadra  | Tempo    |
| ---- | ------------------ | -------- | -------- |
| 1    | Mario Cipollini    | Saeco    | 4h39'59" |
| 2    | Tom Steels         | Mapei-GB | s.t.     |
| 3    | Frédéric Moncassin | GAN      | s.t.     |

| Pos. | Corridore       | Squadra       | Tempo    |
| ---- | --------------- | ------------- | -------- |
| 1    | Mario Cipollini | Saeco         | 4h48'09" |
| 2    | Chris Boardman  | GAN           | a 10"    |
| 3    | Jan Ullrich     | Deutsche Tel. | a 12"    |

### 2ª tappa
- 7 luglio: Saint-Valery-en-Caux > Vire – 262 km

Risultati
| Pos. | Corridore         | Squadra       | Tempo    |
| ---- | ----------------- | ------------- | -------- |
| 1    | Mario Cipollini   | Saeco         | 6h27'47" |
| 2    | Erik Zabel        | Deutsche Tel. | s.t.     |
| 3    | Jeroen Blijlevens | TVM           | s.t.     |

| Pos. | Corridore       | Squadra       | Tempo     |
| ---- | --------------- | ------------- | --------- |
| 1    | Mario Cipollini | Saeco         | 11h15'30" |
| 2    | Chris Boardman  | GAN           | a 36"     |
| 3    | Jan Ullrich     | Deutsche Tel. | a 38"     |

### 3ª tappa
- 8 luglio: Vire > Plumelec – 224 km

Risultati
| Pos. | Corridore           | Squadra       | Tempo    |
| ---- | ------------------- | ------------- | -------- |
| 1    | Erik Zabel          | Deutsche Tel. | 4h54'33" |
| 2    | Frank Vandenbroucke | Mapei-GB      | s.t.     |
| 3    | Bjarne Riis         | Deutsche Tel. | s.t.     |

| Pos. | Corridore       | Squadra       | Tempo     |
| ---- | --------------- | ------------- | --------- |
| 1    | Mario Cipollini | Saeco         | 16h10'12" |
| 2    | Erik Zabel      | Deutsche Tel. | a 14"     |
| 3    | Chris Boardman  | GAN           | a 27"     |

### 4ª tappa
- 9 luglio: Plumelec > Puy du Fou – 223 km

Risultati
| Pos. | Corridore          | Squadra         | Tempo    |
| ---- | ------------------ | --------------- | -------- |
| 1    | Nicola Minali      | Batik-Del Monte | 5h46'42" |
| 2    | Frédéric Moncassin | GAN             | s.t.     |
| 3    | Erik Zabel         | Deutsche Tel.   | s.t.     |

| Pos. | Corridore       | Squadra       | Tempo     |
| ---- | --------------- | ------------- | --------- |
| 1    | Mario Cipollini | Saeco         | 21h56'46" |
| 2    | Erik Zabel      | Deutsche Tel. | a 4"      |
| 3    | Chris Boardman  | GAN           | a 35"     |

### 5ª tappa
- 10 luglio: Chantonnay > La Châtre – 261,5 km

Risultati
| Pos. | Corridore         | Squadra | Tempo    |
| ---- | ----------------- | ------- | -------- |
| 1    | Cédric Vasseur    | GAN     | 6h16'44" |
| 2    | Stuart O'Grady    | GAN     | a 2'32"  |
| 3    | Francisco Cabello | Kelme   | s.t.     |

| Pos. | Corridore       | Squadra       | Tempo     |
| ---- | --------------- | ------------- | --------- |
| 1    | Cédric Vasseur  | GAN           | 28h14'35" |
| 2    | Mario Cipollini | Saeco         | a 2'17"   |
| 3    | Erik Zabel      | Deutsche Tel. | a 2'19"   |

### 6ª tappa
- 11 luglio: Le Blanc > Marennes – 215,5 km

Risultati
| Pos. | Corridore          | Squadra        | Tempo    |
| ---- | ------------------ | -------------- | -------- |
| 1    | Jeroen Blijlevens  | TVM-Farm Frit. | 5h58'09" |
| 2    | Djam. Abdoujaparov | Lotto          | s.t.     |
| 3    | Mario Traversoni   | Mercatone Uno  | s.t.     |

| Pos. | Corridore       | Squadra       | Tempo     |
| ---- | --------------- | ------------- | --------- |
| 1    | Cédric Vasseur  | GAN           | 34h12'44" |
| 2    | Erik Zabel      | Deutsche Tel. | a 2'09"   |
| 3    | Mario Cipollini | Saeco         | a 2'15"   |

### 7ª tappa
- 12 luglio: Marennes > Bordeaux – 194 km

Risultati
| Pos. | Corridore         | Squadra       | Tempo    |
| ---- | ----------------- | ------------- | -------- |
| 1    | Erik Zabel        | Deutsche Tel. | 4h11'25" |
| 2    | Jaan Kirsipuu     | Casino        | s.t.     |
| 3    | Jeroen Blijlevens | TVM           | s.t.     |

| Pos. | Corridore      | Squadra       | Tempo     |
| ---- | -------------- | ------------- | --------- |
| 1    | Cédric Vasseur | GAN           | 38h23'59" |
| 2    | Erik Zabel     | Deutsche Tel. | a 1'49"   |
| 3    | Chris Boardman | GAN           | a 2'54"   |

### 8ª tappa
- 13 luglio: Sauternes > Pau – 161 km

Risultati
| Pos. | Corridore         | Squadra         | Tempo    |
| ---- | ----------------- | --------------- | -------- |
| 1    | Erik Zabel        | Deutsche Tel.   | 3h22'42" |
| 2    | Nicola Minali     | Batik-Del Monte | s.t.     |
| 3    | Jeroen Blijlevens | TVM             | s.t.     |

| Pos. | Corridore      | Squadra       | Tempo     |
| ---- | -------------- | ------------- | --------- |
| 1    | Cédric Vasseur | GAN           | 41h46'41" |
| 2    | Erik Zabel     | Deutsche Tel. | a 1'21"   |
| 3    | Chris Boardman | GAN           | a 2'54"   |

### 9ª tappa
- 14 luglio: Pau > Loudenvielle – 182 km

Risultati
| Pos. | Corridore        | Squadra       | Tempo    |
| ---- | ---------------- | ------------- | -------- |
| 1    | Laurent Brochard | Festina-Lotus | 5h24'47" |
| 2    | Richard Virenque | Festina-Lotus | a 14"    |
| 3    | Marco Pantani    | Mercatone Uno | s.t.     |

| Pos. | Corridore      | Squadra       | Tempo     |
| ---- | -------------- | ------------- | --------- |
| 1    | Cédric Vasseur | GAN           | 47h14'35" |
| 2    | Jan Ullrich    | Deutsche Tel. | a 13"     |
| 3    | Abraham Olano  | Banesto       | a 1'14"   |

### 10ª tappa
- 15 luglio: Luchon > Arcalís (Andorra) –252,5 km

Risultati
| Pos. | Corridore        | Squadra       | Tempo    |
| ---- | ---------------- | ------------- | -------- |
| 1    | Jan Ullrich      | Deutsche Tel. | 7h46'06" |
| 2    | Marco Pantani    | Mercatone Uno | a 1'08"  |
| 3    | Richard Virenque | Festina-Lotus | s.t.     |

| Pos. | Corridore        | Squadra       | Tempo     |
| ---- | ---------------- | ------------- | --------- |
| 1    | Jan Ullrich      | Deutsche Tel. | 55h00'54" |
| 2    | Richard Virenque | Festina-Lotus | a 2'58"   |
| 3    | Abraham Olano    | Banesto       | a 4'46"   |

### 11ª tappa
- 16 luglio: Andorra La Vella (Andorra) > Perpignano – 192 km

Risultati
| Pos. | Corridore        | Squadra       | Tempo    |
| ---- | ---------------- | ------------- | -------- |
| 1    | Laurent Desbiens | Cofidis       | 5h05'05" |
| 2    | Carlo Finco      | MG Maglificio | s.t.     |
| 3    | Serhij Ušakov    | Team Polti    | s.t.     |

| Pos. | Corridore        | Squadra       | Tempo     |
| ---- | ---------------- | ------------- | --------- |
| 1    | Jan Ullrich      | Deutsche Tel. | 60h06'17" |
| 2    | Richard Virenque | Festina-Lotus | a 2'38"   |
| 3    | Abraham Olano    | Banesto       | a 4'46"   |

### 12ª tappa
- 18 luglio: Saint-Étienne > Saint-Étienne – Cronometro individuale – 55,5 km

Risultati
| Pos. | Corridore        | Squadra       | Tempo    |
| ---- | ---------------- | ------------- | -------- |
| 1    | Jan Ullrich      | Deutsche Tel. | 1h16'24" |
| 2    | Richard Virenque | Festina-Lotus | a 3'04"  |
| 3    | Bjarne Riis      | Deutsche Tel. | a 3'08"  |

| Pos. | Corridore        | Squadra       | Tempo     |
| ---- | ---------------- | ------------- | --------- |
| 1    | Jan Ullrich      | Deutsche Tel. | 61h22'41" |
| 2    | Richard Virenque | Festina-Lotus | a 5'42"   |
| 3    | Abraham Olano    | Banesto       | a 8'00"   |

### 13ª tappa
- 19 luglio: Saint-Étienne > Alpe d'Huez – 203,5 km

Risultati
| Pos. | Corridore        | Squadra       | Tempo    |
| ---- | ---------------- | ------------- | -------- |
| 1    | Marco Pantani    | Mercatone Uno | 5h02'42" |
| 2    | Jan Ullrich      | Deutsche Tel. | a 47"    |
| 3    | Richard Virenque | Festina-Lotus | a 1'27"  |

| Pos. | Corridore        | Squadra       | Tempo     |
| ---- | ---------------- | ------------- | --------- |
| 1    | Jan Ullrich      | Deutsche Tel. | 66h26'10" |
| 2    | Richard Virenque | Festina-Lotus | a 6'22"   |
| 3    | Marco Pantani    | Mercatone Uno | a 9'24"   |

### 14ª tappa
- 20 luglio: Le Bourg-d'Oisans > Courchevel – 148 km

Risultati
| Pos. | Corridore         | Squadra       | Tempo    |
| ---- | ----------------- | ------------- | -------- |
| 1    | Richard Virenque  | Festina-Lotus | 4h34'16" |
| 2    | Jan Ullrich       | Deutsche Tel. | s.t.     |
| 3    | Fernando Escartín | Kelme         | a 47"    |

| Pos. | Corridore        | Squadra       | Tempo     |
| ---- | ---------------- | ------------- | --------- |
| 1    | Jan Ullrich      | Deutsche Tel. | 71h00'26" |
| 2    | Richard Virenque | Festina-Lotus | a 6'22"   |
| 3    | Bjarne Riis      | Deutsche Tel. | a 11'06"  |

### 15ª tappa
- 21 luglio: Courchevel > Morzine – 208 km

Risultati
| Pos. | Corridore        | Squadra       | Tempo    |
| ---- | ---------------- | ------------- | -------- |
| 1    | Marco Pantani    | Mercatone Uno | 5h57'16" |
| 2    | Richard Virenque | Festina-Lotus | a 1'17"  |
| 3    | Jan Ullrich      | Deutsche Tel. | s.t.     |

| Pos. | Corridore        | Squadra       | Tempo     |
| ---- | ---------------- | ------------- | --------- |
| 1    | Jan Ullrich      | Deutsche Tel. | 76h58'59" |
| 2    | Richard Virenque | Festina-Lotus | a 6'22"   |
| 3    | Marco Pantani    | Mercatone Uno | a 10'13"  |

### 16ª tappa
- 22 luglio: Morzine > Friburgo (Svizzera) – 181 km

Risultati
| Pos. | Corridore           | Squadra       | Tempo    |
| ---- | ------------------- | ------------- | -------- |
| 1    | Christophe Mengin   | FDJ           | 4h30'11" |
| 2    | Frank Vandenbroucke | Mapei-GB      | s.t.     |
| 3    | Richard Virenque    | Festina-Lotus | s.t.     |

| Pos. | Corridore        | Squadra       | Tempo     |
| ---- | ---------------- | ------------- | --------- |
| 1    | Jan Ullrich      | Deutsche Tel. | 81h29'10" |
| 2    | Richard Virenque | Festina-Lotus | a 6'22"   |
| 3    | Marco Pantani    | Mercatone Uno | a 10'13"  |

### 17ª tappa
- 23 luglio: Friburgo (Svizzera) > Colmar – 218,5 km

Risultati
| Pos. | Corridore        | Squadra       | Tempo    |
| ---- | ---------------- | ------------- | -------- |
| 1    | Neil Stephens    | Festina-Lotus | 4h54'38" |
| 2    | Oscar Camenzind  | Mapei-GB      | a 3"     |
| 3    | Vjačeslav Ekimov | US Postal     | s.t.     |

| Pos. | Corridore        | Squadra       | Tempo     |
| ---- | ---------------- | ------------- | --------- |
| 1    | Jan Ullrich      | Deutsche Tel. | 86h27'46" |
| 2    | Richard Virenque | Festina-Lotus | a 6'22"   |
| 3    | Marco Pantani    | Mercatone Uno | a 10'13"  |

### 18ª tappa
- 24 luglio: Colmar > Montbéliard – 175,5 km

Risultati
| Pos. | Corridore    | Squadra       | Tempo    |
| ---- | ------------ | ------------- | -------- |
| 1    | Didier Rous  | Festina-Lotus | 4h24'48" |
| 2    | Pascal Hervé | Festina-Lotus | a 5'09"  |
| 3    | Bobby Julich | Cofidis       | a 5'10"  |

| Pos. | Corridore        | Squadra       | Tempo     |
| ---- | ---------------- | ------------- | --------- |
| 1    | Jan Ullrich      | Deutsche Tel. | 90h58'03" |
| 2    | Richard Virenque | Festina-Lotus | a 6'22"   |
| 3    | Marco Pantani    | Mercatone Uno | a 10'13"  |

### 19ª tappa
- 25 luglio: Montbéliard > Digione – 172 km

Risultati
| Pos. | Corridore        | Squadra       | Tempo |
| ---- | ---------------- | ------------- | ----- |
| 1    | Mario Traversoni | Mercatone Uno | -     |
| 2    | François Simon   | GAN           | s.t.  |
| 3    | Marco Saligari   | Casino        | s.t.  |

| Pos. | Corridore        | Squadra       | Tempo     |
| ---- | ---------------- | ------------- | --------- |
| 1    | Jan Ullrich      | Deutsche Tel. | 95h19'17" |
| 2    | Richard Virenque | Festina-Lotus | a 6'22"   |
| 3    | Marco Pantani    | Mercatone Uno | a 10'13"  |

### 20ª tappa
- 26 luglio: Disneyland Paris > Disneyland Paris (Champs-Élysées) – Cronometro individuale – 63 km

Risultati
| Pos. | Corridore        | Squadra       | Tempo    |
| ---- | ---------------- | ------------- | -------- |
| 1    | Abraham Olano    | Banesto       | 1h15'17" |
| 2    | Jan Ullrich      | Deutsche Tel. | a 45"    |
| 3    | Philippe Gaumont | Cofidis       | a 1'12"  |

| Pos. | Corridore        | Squadra       | Tempo     |
| ---- | ---------------- | ------------- | --------- |
| 1    | Jan Ullrich      | Deutsche Tel. | 96h35'39" |
| 2    | Richard Virenque | Festina-Lotus | a 9'09"   |
| 3    | Marco Pantani    | Mercatone Uno | a 14'03"  |

### 21ª tappa
- 27 luglio: Disneyland Paris > Parigi – 149 km

Risultati
| Pos. | Corridore     | Squadra         | Tempo    |
| ---- | ------------- | --------------- | -------- |
| 1    | Nicola Minali | Batik-Del Monte | 5h54'36" |
| 2    | Erik Zabel    | Deutsche Tel.   | s.t.     |
| 3    | Henk Vogels   | GAN             | s.t.     |

| Pos. | Corridore        | Squadra       | Tempo      |
| ---- | ---------------- | ------------- | ---------- |
| 1    | Jan Ullrich      | Deutsche Tel. | 100h30'35" |
| 2    | Richard Virenque | Festina-Lotus | a 9'09"    |
| 3    | Marco Pantani    | Mercatone Uno | a 14'03"   |

## Evoluzione delle classifiche
| Tappa              | Vincitore          | Classifica generale Maglia gialla | Classifica a punti Maglia verde | Classifica scalatori Maglia a pois | Classifica giovani Maglia bianca | Classifica a squadre  |
| ------------------ | ------------------ | --------------------------------- | ------------------------------- | ---------------------------------- | -------------------------------- | --------------------- |
| Prol.              | Chris Boardman     | Chris Boardman                    | Chris Boardman                  | Cyril Saugrain                     | Jan Ullrich                      | Team Deutsche Telekom |
| 1ª                 | Mario Cipollini    | Mario Cipollini                   | Mario Cipollini                 | Artūras Kasputis                   | Jan Ullrich                      | Team Deutsche Telekom |
| 2ª                 | Mario Cipollini    | Mario Cipollini                   | Mario Cipollini                 | Laurent Brochard                   | Jan Ullrich                      | Team Deutsche Telekom |
| 3ª                 | Erik Zabel         | Mario Cipollini                   | Erik Zabel                      | Laurent Brochard                   | Jan Ullrich                      | Team Deutsche Telekom |
| 4ª                 | Nicola Minali      | Mario Cipollini                   | Erik Zabel                      | Laurent Brochard                   | Jan Ullrich                      | Team Deutsche Telekom |
| 5ª                 | Cédric Vasseur     | Cédric Vasseur                    | Erik Zabel                      | Laurent Brochard                   | Jan Ullrich                      | GAN                   |
| 6ª                 | Jeroen Blijlevens  | Cédric Vasseur                    | Erik Zabel                      | Laurent Brochard                   | Jan Ullrich                      | GAN                   |
| 7ª                 | Erik Zabel         | Cédric Vasseur                    | Erik Zabel                      | Laurent Brochard                   | Jan Ullrich                      | GAN                   |
| 8ª                 | Erik Zabel         | Cédric Vasseur                    | Erik Zabel                      | Laurent Brochard                   | Jan Ullrich                      | GAN                   |
| 9ª                 | Laurent Brochard   | Cédric Vasseur                    | Erik Zabel                      | Laurent Brochard                   | Jan Ullrich                      | Team Deutsche Telekom |
| 10ª                | Jan Ullrich        | Jan Ullrich                       | Erik Zabel                      | Richard Virenque                   | Jan Ullrich                      | Festina-Lotus         |
| 11ª                | Laurent Desbiens   | Jan Ullrich                       | Erik Zabel                      | Richard Virenque                   | Jan Ullrich                      | Festina-Lotus         |
| 12ª                | Jan Ullrich        | Jan Ullrich                       | Erik Zabel                      | Richard Virenque                   | Jan Ullrich                      | Team Deutsche Telekom |
| 13ª                | Marco Pantani      | Jan Ullrich                       | Erik Zabel                      | Richard Virenque                   | Jan Ullrich                      | Team Deutsche Telekom |
| 14ª                | Richard Virenque   | Jan Ullrich                       | Erik Zabel                      | Richard Virenque                   | Jan Ullrich                      | Team Deutsche Telekom |
| 15ª                | Marco Pantani      | Jan Ullrich                       | Erik Zabel                      | Richard Virenque                   | Jan Ullrich                      | Team Deutsche Telekom |
| 16ª                | Christophe Mengin  | Jan Ullrich                       | Erik Zabel                      | Richard Virenque                   | Jan Ullrich                      | Team Deutsche Telekom |
| 17ª                | Neil Stephens      | Jan Ullrich                       | Erik Zabel                      | Richard Virenque                   | Jan Ullrich                      | Team Deutsche Telekom |
| 18ª                | Didier Rous        | Jan Ullrich                       | Erik Zabel                      | Richard Virenque                   | Jan Ullrich                      | Team Deutsche Telekom |
| 19ª                | Mario Traversoni   | Jan Ullrich                       | Erik Zabel                      | Richard Virenque                   | Jan Ullrich                      | Team Deutsche Telekom |
| 20ª                | Abraham Olano      | Jan Ullrich                       | Erik Zabel                      | Richard Virenque                   | Jan Ullrich                      | Team Deutsche Telekom |
| 21ª                | Nicola Minali      | Jan Ullrich                       | Erik Zabel                      | Richard Virenque                   | Jan Ullrich                      | Team Deutsche Telekom |
| Classifiche finali | Classifiche finali | Jan Ullrich                       | Erik Zabel                      | Richard Virenque                   | Jan Ullrich                      | Team Deutsche Telekom |

## Classifiche finali

### Classifica generale - Maglia gialla
| Pos. | Corridore            | Squadra       | Tempo      |
| ---- | -------------------- | ------------- | ---------- |
| 1    | Jan Ullrich          | Deutsche Tel. | 100h30'35" |
| 2    | Richard Virenque     | Festina-Lotus | a 9'09"    |
| 3    | Marco Pantani        | Mercatone Uno | a 14'03"   |
| 4    | Abraham Olano        | Banesto       | a 15'55"   |
| 5    | Fernando Escartín    | Kelme         | a 20'32"   |
| 6    | Francesco Casagrande | Saeco         | a 22'47"   |
| 7    | Bjarne Riis          | Deutsche Tel. | a 26'34"   |
| 8    | José María Jiménez   | Banesto       | a 31'17"   |
| 9    | Laurent Dufaux       | Festina-Lotus | a 31'55"   |
| 10   | Roberto Conti        | Mercatone Uno | a 32'26"   |

### Classifica a punti - Maglia verde
| Pos. | Corridore          | Squadra         | Punti |
| ---- | ------------------ | --------------- | ----- |
| 1    | Erik Zabel         | Deutsche Tel.   | 350   |
| 2    | Frédéric Moncassin | GAN             | 223   |
| 3    | Mario Traversoni   | Mercatone Uno   | 198   |
| 4    | Jeroen Biljlevens  | TVM-Farm Frit.  | 192   |
| 5    | Nicola Minali      | Batik-Del Monte | 156   |

### Classifica scalatori - Maglia a pois
| Pos. | Corridore            | Squadra       | Punti |
| ---- | -------------------- | ------------- | ----- |
| 1    | Richard Virenque     | Festina-Lotus | 579   |
| 2    | Jan Ullrich          | Deutsche Tel. | 328   |
| 3    | Francesco Casagrande | Saeco         | 309   |
| 4    | Marco Pantani        | Mercatone Uno | 269   |
| 5    | Laurent Brochard     | Festina-Lotus | 241   |

### Classifica giovani - Maglia bianca
| Pos. | Corridore          | Squadra        | Tempo      |
| ---- | ------------------ | -------------- | ---------- |
| 1    | Jan Ullrich        | Deutsche Tel.  | 100h30'35" |
| 2    | Peter Luttenberger | Rabobank       | a 45'39"   |
| 3    | Michael Boogerd    | Rabobank       | a 1h00'33" |
| 4    | Daniele Nardello   | Mapei-GB       | a 1h01'30" |
| 5    | Laurent Roux       | TVM-Farm Frit. | a 1h17'44" |

### Classifica a squadre
| Pos. | Squadra               | Tempo      |
| ---- | --------------------- | ---------- |
| 1    | Team Deutsche Telekom | 301h51'30" |
| 2    | Mercatone Uno-Wega    | a 31'56"   |
| 3    | Festina-Lotus         | a 47'52"   |
| 4    | Banesto               | a 1h05'15" |
| 5    | Kelme-Costa Blanca    | a 2h20'22" |